# Evropský portál pro mládež
Evropský portál pro mládež je internetový portál, který se věnuje hlavně potřebám mladých lidí. Evropský portál pro mládež spustila Evropská komise v roce 2004. Za obsah a pravidelnou aktualizaci v ČR odpovídá evropská informační síť pro mládež Eurodesk. Portál obsahuje odkazy na více než 10000 webových stránek ve všech oficiálních jazycích Evropské unie (tedy i v češtině).

## Vyhledávání informací
V pravé horní části obrazovky se nastavuje jazyková verze stránek a v levé části obrazovky se vybírá, pro kterou zemi se mají vyhledávat informace. Stane-li se, že některá část stránek ještě nebyla přeložena do češtiny, je možné přečíst si informaci v angličtině a nebo v jazyce země, pro kterou se informace vyhledává.
Evropský portál pro mládež má osm hlavních sekcí: studium, práce, dobrovolná činnost a výměny, tvoje práva, informace o Evropě, portály pro mladé lidi, aktivní občanství a cestování po Evropě. Kromě toho nabízí možnost mladým lidem podělit se o své zážitky a nebo se vyjádřit k nejrůznějším tématům. V blízké budoucnosti se připravuje i služba, která bude upozorňovat emailem na změny, které se na portálu provedou.